# Tréméreuc
Tréméreuc är en kommun i departementet Côtes-d'Armor i regionen Bretagne i nordvästra Frankrike. Kommunen ligger i kantonen Ploubalay som tillhör arrondissementet Dinan. År 2022 hade Tréméreuc 728 invånare.

## Befolkningsutveckling
Antalet invånare i kommunen Tréméreuc
Referens:INSEE